# Yannick d'Escatha
Yannick d'Escatha, né le 18 mars 1948 à Paris, est un scientifique et gestionnaire industriel français. Il a présidé  le Centre national d'études spatiales (CNES) de 2003 à avril 2013, et le conseil d'administration de l'Université de technologie de Troyes de janvier 2008 à juillet 2015. Il est également membre du conseil d'administration du groupe Thales depuis le 19 mai 2009,.

## Biographie[3]
Polytechnicien (promotion 1966) et Ingénieur du corps des mines, Yannick Marie Charles d'Escatha a initialement une carrière d'enseignant-chercheur en mécanique des sols, mécanique des structures et mécanique de la rupture. 
- En 1972 il est maître de conférences à l'École polytechnique, à l'école des mines de Paris et à l'ENSTA
- En 1973, il participe à l'élaboration de la réglementation technique française en matière de chaudières nucléaires à eau, puis a son application en tant qu'expert auprès du ministère de l'Industrie
- En 1978, il est nommé chef de bureau de contrôle de la construction nucléaire, où il assume la responsabilité du contrôle technique de l'État dans l'application de cette réglementation au programme électronuclaire français.
- En 1982, il est détaché auprès de la société Technicatome filiale du CEA, dont la mission principale est la maîtrise d'œuvre industrielle de la propulsion nucléaire des bâtiments de la Marine nationale.
- Après avoir été directeur des établissements de Cadarache et d'Aix-en-Provence il est nommé
- En 1987, directeur général adjoint de Technicatome.
- En 1990, il est appelé par l'administrateur général du Commissariat à l'énergie atomique, pour occuper les fonctions de directeur de la direction des technologies avancées,
- En 1992 il devient administrateur général adjoint du CEA.
- En 1995 il est nommé administrateur général du CEA.
- En 1996, jusqu'en 2000, il est président du Conseil d'administration des Mines d'Albi-Carmaux.
- En 1999, il est président de CEA Industrie.
- En 2000, il est nommé directeur général délégué industrie d'EDF. Responsable du pôle industrie d'EDF, il est chargé de la politique industrielle de l'entreprise.
- En 2002, il est directeur général délégué d'EDF
- En 2003, il est nommé président du centre national d'études spatiales (CNES).
- En 2010 il est reconduit dans ses fonctions, jusqu'en 2013.
- En 2011 il était membre du conseil d'administration, représentant de l'état nommé par décret d'EDF

## Mandats sociaux
- Membre du conseil d'administration d'EDF
- Membre du conseil d'administration de Thales
- Membre de l'Académie des technologies
- Représentant permanent du CNES au conseil d'administration d'Arianespace SA
- Représentant permanent du CNES au conseil d'administration d'Arianespace Participation

Anciens mandats
- Président du conseil d'administration de l'École polytechnique de mai 2001 à mars 2008
- Président du conseil d'administration de l'université de technologie de Troyes
- Membre du conseil d'administration de la RATP

## Distinction
- Commandeur de la Légion d'honneur le 14 juillet 2011 [4], officier le 14 juillet 2004[5], chevalier le 15 novembre 1995

- Grand officier de l'ordre national du Mérite le 14 novembre 2016[6], commandeur le 7 mai 2007[7], officier le 21 mars 2000
- Commandeur de l'ordre du Mérite de la République italienne‎ (2009)[8]